# Via Aemilia Scauri
La Via Aemilia (detta anche Via Aemilia Scauri onde evitare confusioni con altre strade omonime) era una strada romana fatta costruire dal censore Marco Emilio Scauro nel 109 a.C.
Secondo la testimonianza del geografo Strabone, la via partiva da Luna (Luni) e raggiungeva Vada Sabatia, l'odierna Vado Ligure, presso Savona, per poi scavalcare gli Appennini e terminare a Tortona.

## La situazione precedente
All'epoca di Marco Emilio Scauro, fino all'anno 109 a.C., la Via Aurelia terminava a Pisa, dopo essere stata prolungata da Vada Volaterrana (punto d'arrivo della strada costruita nel 239 a.C. dal censore Aurelio Cotta); cosicché per proseguire da Pisa verso la Liguria, cioè verso le basi marittime di Luni, Genova e Marsiglia i romani erano costretti ad "andar per mare" con la tecnica detta del "piccolo cabotaggio" (cioè lungo costa a portata di eventuali approdi visibili) o deviare per la via Clodia lungo il Forum Clodii, cioè lungo il vecchio percorso del Serchio nel mezzo della Garfagnana.
Il Forum Clodii o meglio Forum Clodi (per non confonderlo con il Forum Clodii sul Lago di Bracciano) della Tabula Peutingeriana viene identificato da alcuni storici (fra cui Ubaldo Formentini) in Fivizzano cioè in quello che nel medioevo verrà chiamato Forum Verucolae e poi Forum Fivezzani. Qui si sarebbe intersecata la strada proveniente da Lucca attraverso la valle del Serchio e diretta a Parma con quella proveniente da Luni. Strada questa chiamata anche Strada delle cento miglia. Qui sarebbe stata la base "del più alto e difficile valico da attraversarsi e perciò una stazione di sosta necessaria per i passeggeri", prima di affrontare il valico di Linari o Lagastrello o il Passo del Cerreto.
Per collegare Roma a Genova e Marsiglia (l'antica Massalia), i Romani passavano via terra da Pisa e Lucca verso Piacenza, poi verso le valli piemontesi, di qui, riattraversando l'Appennino Ligure, sfociavano alternativamente o a Genova o a Vada Sabatia (Vado Ligure). La Via Aemilia Scauri risponde all'esigenza dei Romani di stabilizzare i collegamenti con la base-colonia di Luni e di qui (usando toponimi attuali) con Piacenza, Tortona, Vado Ligure e, infine, Marsiglia.
Il collegamento diretto lungo costa tra Pisa e Luni era reso impossibile da due fattori fondamentali: la presenza delle paludi versiliesi, anticamente dette Fossae Papirianae, lungo la costa marittima e la presenza degli scomodi Apuani (più noti a quel tempo come Sengauni o Liguri Montani) sui crinali di monti circostanti (Alpi Apuane).
Lungo la costa tirrenica, da Roma verso nord, la via Aurelia del II secolo a.C. si interrompeva a Pisa di fronte all'attuale Chiesa di Santa Cristina, cosicché per proseguire verso nord si doveva attuare una lunga deviazione da Pisa attraverso Corliano, Rigoli e Ripafratta (Acquae Pisanae) verso Lucca e poi verso la Val del Serchio (Auser) in Garfagnana cioè in quella zona che era denominata Forum Clodii, fino a Minucciano.
Dal Forum Clodii si proseguiva verso l'attuale Parma attraversando un valico della Lunigiana che non è stato possibile identificare con sicurezza: o il Passo del Lagastrello o Cerreto riprendendo poi il percorso verso Piacenza. Per recarsi a Luni dunque occorreva percorrere la strada fino all'attuale Minucciano (toponimo derivato probabilmente dal nome del console Quinto Minucio Termo - 193 a.C.) lungo l'Auser o (Serchio), poi fino a Gorfigliano e quindi raggiungere quel "Forum Clodi" che lo storico Ubaldo Formentini ha identificato con Fivizzano e da dove si dipartiva la strada per Luni che toccava Bardine di Cecina, Marciaso (comune di Fosdinovo). 
Da Luni era stato tracciato un collegamento con quella che i Romani definivano a loro modo "la zona dei frigoriferi" per la conservazione delle derrate alimentari, meglio nota come Tabernae Frigidae, oggi Massa.

## Le fonti antiche

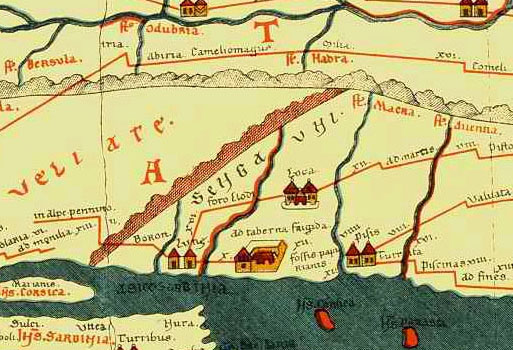
Tabula Peutingeriana: Pars IV - Segmentum IV; Rappresentazione delle zone Apuane con indicate le colonie di Pisa, Lucca, Luni ed il nome "Sengauni"; il tratto da Pisa a Luni non è collegato

Le fonti generalmente prese in considerazione per ricostruire l'itinerario della presunta via Aemilia Scauri sono un passo dal V libro della Geografia di Strabone, un percorso descritto nell'Itinerarium Antonini e infine la Tabula Peutingeriana.
Strabone afferma che "prosciugò le paludi quello stesso Scauro che aprì la via Emilia, la quale attraverso Pisa e Luni arriva ai Sabazi e di qui a Tortona: diversa dalla via Emilia che porta alla Flaminia". In base a questa citazione la strada è chiamata dagli archeologi moderni Via Aemilia Scauri, ma senza l'appoggio di fonti antiche.
I brani 289,3-299,4 dell'Itinerarium Antonini descrivono sotto il titolo di "Via Aurelia: A Roma per Tusciam et Alpes Maritimas Arelatum usque" un percorso che da Genova gira improvvisamente verso l'entroterra fino a Tortona e poi di nuovo torna al mare a Vado: Pisa, Viareggio, Luni, Portofino, Genova, Libarna, Tortona, Acqui, Cogoleto, Albisola, Varazze, Vado Ligure.
Sulla Tabula Peutingeriana è invece raffigurato un percorso diretto da Vado a Genova.

## Le ricostruzioni moderne
Anche da un punto di vista archeologico il tracciato viario da Luni a Vada Sabatia è scarsamente riconoscibile.
Sulla base di queste poche citazioni letterarie e dei rari ritrovamenti di lastricati romani, gli storici cercano di ricostruire il percorso della via Emilia Scauri.

### L'ipotesi del percorso costiero
La maggioranza dei ricercatori ha ipotizzato che taluni sentieri e mulattiere preesistenti in val di Vara e fino al passo del Bracco (forse l'antica Boron) probabilmente usati dagli antichi Tigulli fossero tratti della Via Aemilia Scauri che ipoteticamente penetrava nell'entroterra, toccando Ad Monilia, l'odierna Moneglia; oltre Segesta Tigulliorum, oggi Sestri Levante, la strada proseguiva in prossimità della linea di costa, salvo nei tratti in cui la particolare morfologia della costa ligure non consentiva alternative, ad esempio in corrispondenza del promontorio di Portofino.
Nell'ipotesi del percorso costiero, la strada che collega Vada Sabatia a Dertona (l'odierna Tortona) è considerata il prolungamento della Via Aemilia Scauri verso il versante padano.
La strada, partendo da Vada Sabatia risaliva la val Quazzola (dove si conservano i resti di diversi ponti in muratura, per tradizione originariamente sette, di cui due ancora in uso in località Volte e in località Ricchini), oltrepassava lo spartiacque al colle di Cadibona, il più agevole valico dell'intera dorsale alpino-appenninica posto a soli 456 metri di quota. Da qui seguiva l'asta della Bormida di Spigno, toccando i vici di Canalicum (forse presso Cairo Montenotte) e di Crixia (forse Spigno Monferrato, secondo altri presso Piana Crixia) fino ad Aquae Statiellae (Acqui Terme), da cui una diramazione si distaccava verso Alba Pompeia (Alba).
Da Acqui, infine, la strada raggiungeva Derthona (l'odierna Tortona). In quest'ultimo tratto, soprattutto tra Castelnuovo Bormida e Rivalta Scrivia, sono ancora visibili lunghi tratti del tracciato originario in buone condizioni.

### L'ipotesi del percorso appenninico
Una diversa ipotesi è stata formulata dallo studioso Nino Lamboglia. Secondo questo autore la Via Aemilia Scauri venne tracciata per collegare Luni a Vada Sabatia (Vado Ligure) salendo verso Piacenza (sovrapponendosi quindi per un tratto alla Via Aemilia Lepidi) per dirigersi poi verso Derthona (Tortona) (sovrapponendosi in questo caso alla Via Postumia) ed infine scendendo verso Vada Sabatia.

## Le epoche successive
Come sopra menzionato, all'origine la via Aurelia si interrompeva a Pisa e riprendeva a Vado Ligure. Il tratto di Via Aurelia tra l'attuale Pisa e l'attuale Spezia, fu completato dopo che Giulio Cesare riuscì a tracciare una sorta di "scorciatoia" tra Lucca e Luni, facendo costruire intorno al 56 a.C. dal figlio del censore Marco Emilio Scauro (anch'egli di nome Marco Emilio Scauro), pretore e figlio del precedente e di Cecilia Metella Dalmatica quel collegamento che oggi è conosciuto come Via Sarzanese e che collega tuttora per via provinciale Lucca a Camaiore (Campus Major) e Massa, seguendo un percorso collinare.
Per tale ragione e per tale confusione di nomi il tratto di Aurelia tra Pisa e Massa Carrara fu chiamato anche Via Clodia e successivamente Via Scauri prima che definitivamente Via Aurelia.
In buona sostanza dobbiamo constatare che la Via Aemilia Scauri del 109 a.C. è una cosa, altra cosa è la scorciatoia Scauri (che il figlio costruì per Cesare sessant'anni dopo) attraverso Corliano, Rigoli e Ripafratta (San Giuliano Terme) verso Lucca, altra cosa ancora è la Via Clodia Nova che attraversava la Garfagnana lungo la Valle del Serchio, già prima del 109 a.C.
Forse la confusione nacque poiché non si trattava di strade consolari (viae stratae) con misure e caratteristiche "standard", ma si trattava di strade costruite alla meglio in via provvisoria (viae terrenae o viae glareatae) e nel mezzo di numerosi ostacoli sia orografici (paludi e monti) sia bellici (Apuani residui e bellicosi pur dopo la deportazione del 180 a.C.)
Nel 13-12 a.C., i tratti lungo costa dei percorsi delle due Via Aemilia Scauri furono ricompresi nel tracciato della via Julia Augusta, che oggi da Roma a Ventimiglia viene definita in toto Via Aurelia.